# Contabilidad de Impuestos de los Estados Unidos
La contabilidad de impuestos de los Estados Unidos se refiere a la contabilidad de impuestos para los Estados Unidos. A diferencia de muchos de los países, los Estados Unidos tienen un conjunto completo de principios de la contabilidad para fines fiscales, previstas por la ley de impuestos, en la cual son separados y distintos por los Principios de la Contabilidad Generalmente Aceptados. 

## Reglas Básicas
El Código de Reglas Internas regula la aplicación del impuesto sobre la contabilidad. Section 446 establece las normas básicas para la contabilidad fiscal. Contabilidad de impuestos bajo la  section 446(a) hace hincapié en la consistencia de un método de contabilidad fiscal con referencias a la contabilidad financiera aplicada para determinar el método adecuado. Así que el contribuyente debe de elegir un método de contabilidad de impuestos usando su método de contabilidad financiera como punto de referencia.

## Tipos de Métodos en la Contabilidad
Métodos de contabilidad adecuados se encuentran en section 446(c)(1) to (4) en el cual permite efectivo, devengo, y otros métodos aprobados por el   IRS incluyendo combinaciones. 
Después de elegir un método de contabilidad fiscal, en virtud de la section 446(b) el Secretario de Hacienda tiene una amplia discreción para volver a calcular la base imponible del contribuyente, cambiando el método contable para poder ser utilizado por el contribuyente con el fin de relajar la renta del mismo. 
Si el contribuyente se dedica a más un negocio entonces puede utilizar más de un método por cada negocio de acuerdo con la  section 446(d).

## Cambios en el método de la contabilidad fiscal
Si el contribuyente desea cambiar su método en la contabilidad fiscal la section 446(e) requiere que el contribuyente adquiera el consentimiento del Secretario de Hacienda. Hay dos tipos de cambios, el primero en el cual debe de recibir una carta de aprobación de la Secretaría de Hacienda. El otro viene por una serie de cambios más rutinarios en los cuales son automáticos. Para conseguir el cambio automático el contribuyente debe llenar un formulario y enviarlo a la Secretaría de Hacienda.  
El contribuyente puede adoptar otro método, si el contribuyente presenta una declaración de impuestos usando ese método durante dos años consecutivos. Esto es diferente de cambiar un método de contabilidad de impuestos bajo el comunicado de la Secretaría de Hacienda, porque en el caso de la adopción de otro método, el ISR puede imponer multas y reasignar la base imponible. Si el contribuyente quiere volver al método anterior, el contribuyente debe de pedir permiso a la Secretaría de Hacienda siguiendo el procedimiento de 446(e). 
Si el contribuyente no solicita un cambio en su método contable entonces de acuerdo con la section 446(f) el contribuyente lo hace bajo su propio riesgo a la exposición de sanciones.

## Comparación con otros países
En muchos otros países, el beneficio a efectos fiscales es la contabilidad de beneficios definido por la GAAP (Signicado de GAAP y sus principales diferencias) , con los ajustes adicionales para reservar lucro previstos por impuestos de la ley. En otras palabras, GAAP determina los beneficios imponibles, salvo cuando una norma fiscal determine lo contrario. Tales ajustes suelen incluir la depreciación y los gastos que por razones políticas no son deducibles para efectos fiscales, como son los gastos de entretenimiento y multa.
Pero en EE.UU. no es la única jurisdicción en la que hay una gran divergencia entre el impuesto y la contabilidad financiera. Hugh Ault y Brian Arnold, en su libro "Comparativo entre los impuestos e ingresos", han observado que en los Países Bajos, donde la contabilidad financiera se conoce como la "Contabilidad comercial", hay una divergencia sustancial entre estos y los libros de los impuestos. 
"Diferencias que surgen entre los impuestos y normas contables comerciales donde se emplea el instrumento fiscal para perseguir fines económicos, sociales y culturales" escribió Ault y Arnold.